# Kęstutis Bulota
Kęstutis Bulota (ur. 23 października 1896 w Tallinnie, zm. prawdopodobnie w 1941 roku w Soswie) – litewski sportowiec, olimpijczyk, pionier sportu na Litwie.

## Życiorys
Bulota był jednym z założycieli klubu sportowego LFLS Kowno, zostając później jego prezesem (zmienił swego ojca Jonasa Jurgisa Bulotę). W barwach tego klubu odnotowywał wiele sukcesów w różnych dyscyplinach sportowych. W 1922 i 1923 roku został mistrzem kraju w piłce nożnej, trzykrotnie też był mistrzem Litwy w hokeju na lodzie (1926, 1931, 1934). Zdobywał też tytuły mistrza Litwy w kolarstwie torowym oraz w lekkoatletyce (był mistrzem w przeróżnych konkurencjach – w chodzie na jedną milę, w sztafecie 4 × 100 metrów, skoku wzwyż z miejsca i w rzucie młotem).
W 1928 roku wziął udział (jako pierwszy Litwin) w zimowych igrzyskach olimpijskich w Sankt Moritz, gdzie startował w łyżwiarstwie szybkim. W wyścigu na 500 metrów zajął 28. miejsce ex aequo z Charles'em Thaonem z Francji (uzyskał czas 50,1 s) i wyprzedził jedynie czterech zawodników. W biegach na 1500 (2:40,9) i 5000 metrów (9:49,8) zajmował dwukrotnie 25. miejsce, wyprzedzając odpowiednio pięciu i ośmiu panczenistów. W wyścigu na 10 000 metrów uzyskał czas 20:22,2, jednak konkurencję anulowano i wyniki unieważniono (temperatura podczas zawodów sięgała 25 stopni Celsjusza). Bulota był pierwszym litewskim uczestnikiem zimowych igrzysk olimpijskich i jedynym aż do 1992 roku Litwinem, który startował w barwach krajowych na zimowych igrzyskach.
Przed igrzyskami uczestniczył też mistrzostwach świata w wieloboju, w których zajął 21. miejsce. Były to jego najważniejsze występy w łyżwiarstwie szybkim na arenie międzynarodowej.
Poza sportem był inżynierem, studiował w Berlinie we wczesnych latach 30. W latach 1935–1940 pracował w ministerstwie transportu (zapewne niemieckim). Okoliczności jego śmierci pozostają do dzisiaj do końca niewyjaśnione. Wiadomo, że został aresztowany przez NKWD w dniu 14 czerwca 1941 roku i deportowano go do łagru w obwodzie swierdłowskim. Został zabity pod koniec 1941 roku, kiedy najprawdopodobniej próbował zbiec z łagru.
Rekordy życiowe w łyżwiarstwie szybkim: 500 m – 50,1 (1928); 1500 m – 2:40,2 (1928); 5000 m – 9:41,0 (1928); 10 000 m – 19:47,2 (1928).